# Kanárník

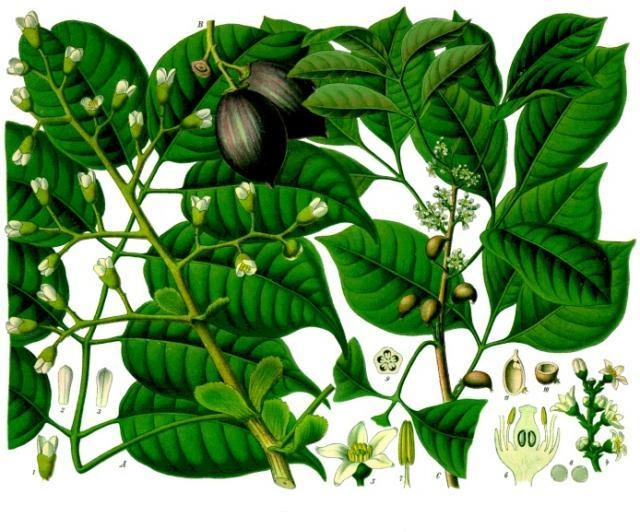
Ilustrace kanárníku obecného

Kanárník (Canarium) je rod rostlin z čeledi březulovité. Jsou to aromatické, převážně dvoudomé stromy se střídavými zpeřenými listy a drobnými trojčetnými květy. Plodem je peckovice. Rod zahrnuje asi 120 druhů a je rozšířen v tropech Starého světa od Afriky až po Tichomoří.
Kanárníky jsou dřeviny mnohostranného významu. Řada druhů je v tropech vyhledávána nebo i pěstována pro jedlé plody, některé jdou těženy pro dřevo nebo jsou zdrojem pryskyřic či esenciálních olejů. Pěstují se také jako okrasné a stínící stromy a mají význam v medicíně.

## Popis
Kanárníky jsou stálezelené, nízké nebo častěji vzrůstné, obvykle dvoudomé stromy, řidčeji keře nebo liánovité keře. Stromovití zástupci mají často u paty kmene opěrné pilíře. Pryskyřice je průsvitná, vodovitá nebo lepkavá. Listy jsou lichozpeřené, s palisty. Jednotlivé lístky jsou celokrajné, pilovité nebo zubaté, na řapíčcích většinou s charakteristickými ztlustlinami (pulvinus). Květy jsou drobné, převážně jednopohlavné, trojčetné, uspořádané v úžlabních až téměř vrcholových, latovitých, hroznovitých či klasovitých květenstvích. Kalich je trojlaločný, zpravidla vytrvalý a za plodu zvětšený. Koruna je složena ze 3 volných lístků. V samčích květech je 6 tyčinek, které mohou být volné nebo srostlé do trubičky. Samičí květy obsahují semeník srostlý ze 3 plodolistů a se stejným počtem komůrek. Čnělka je krátká, zakončená hlavatou nebo trojlaločnou bliznou. Plodem je vejcovitá, kulovitá až podlouhlá, často lehce trojhranná peckovice obsahující 1 až 2 (3) semena.

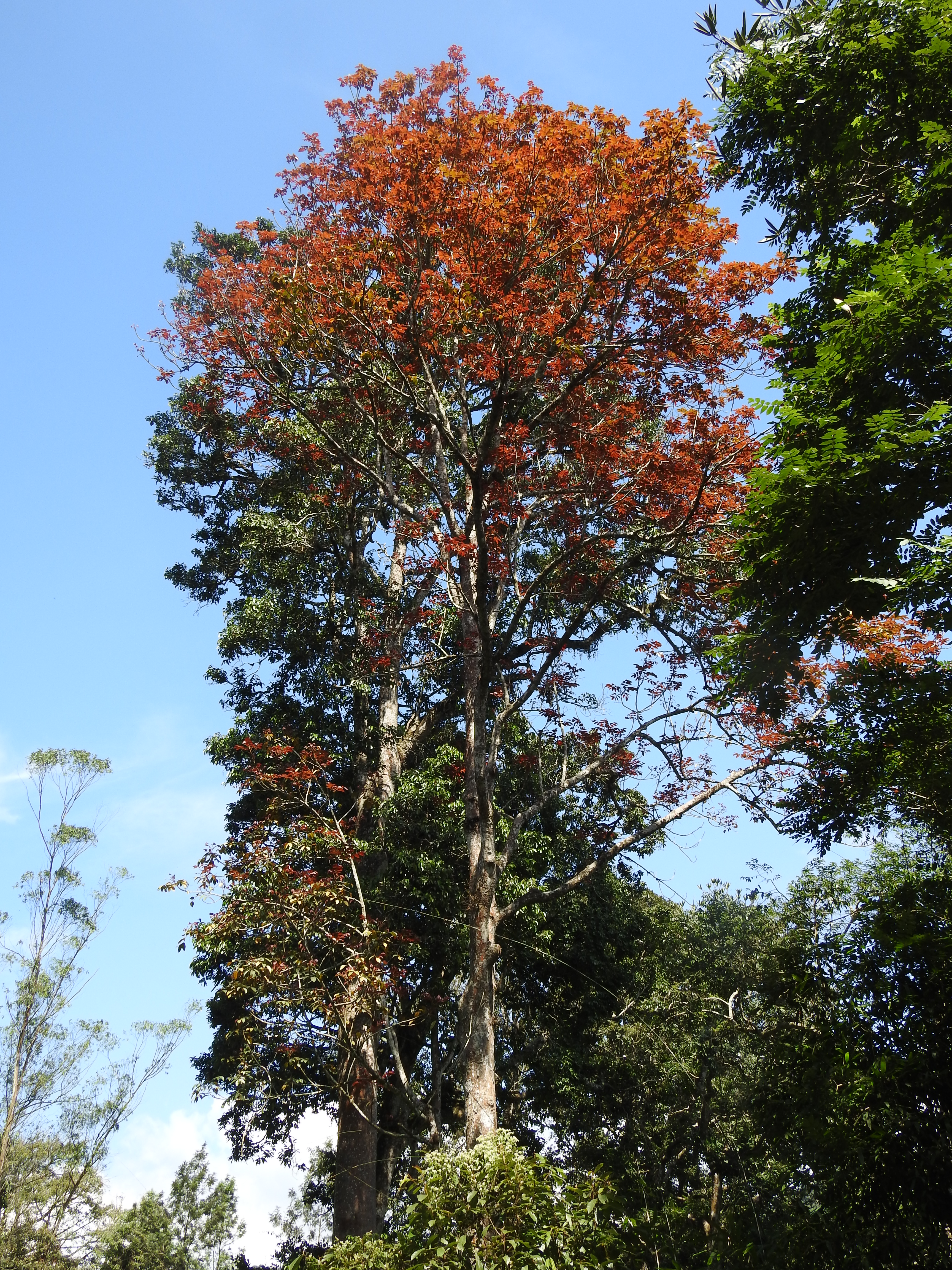
Kanárník Canarium strictum
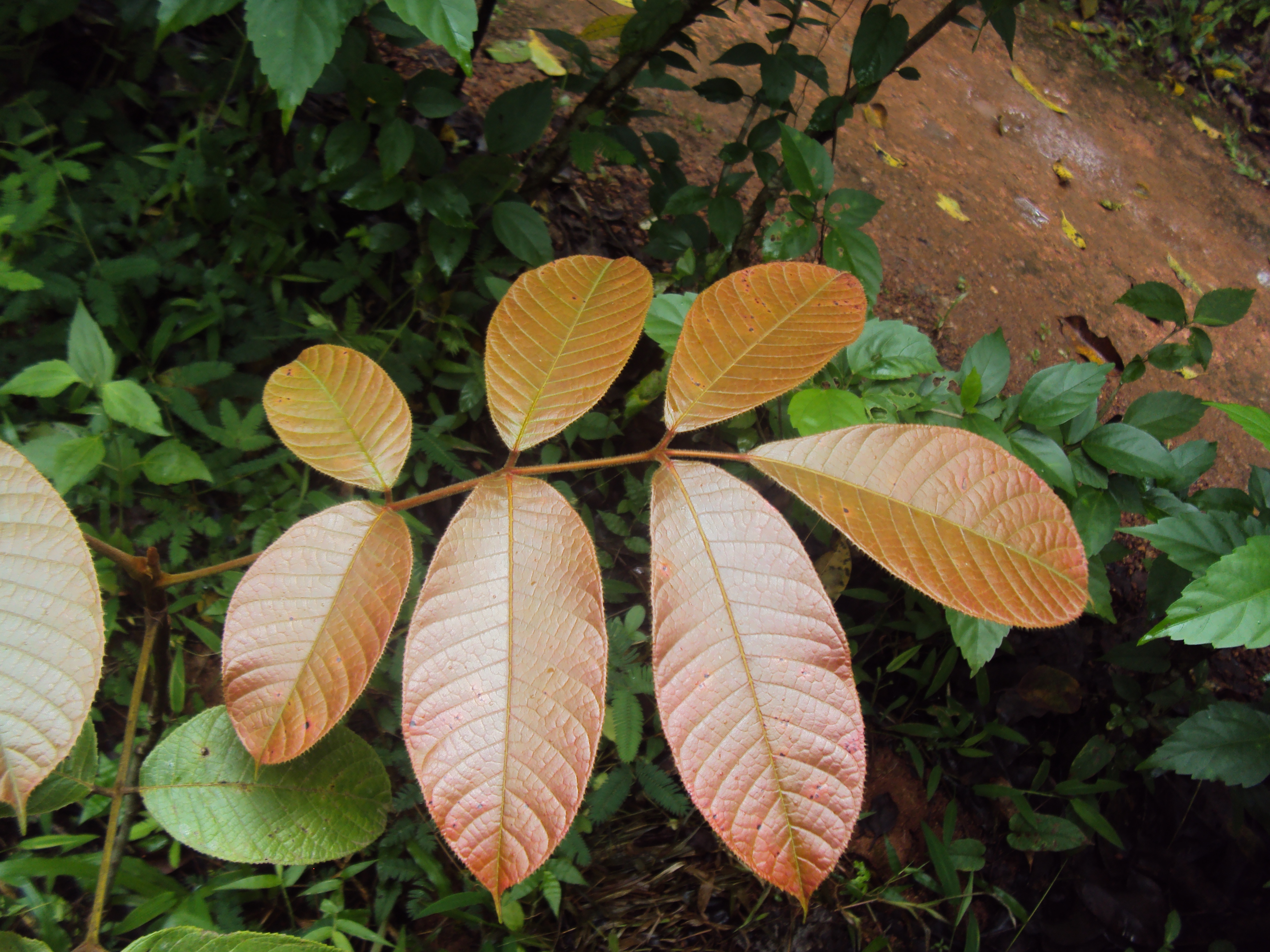
List Canarium strictum
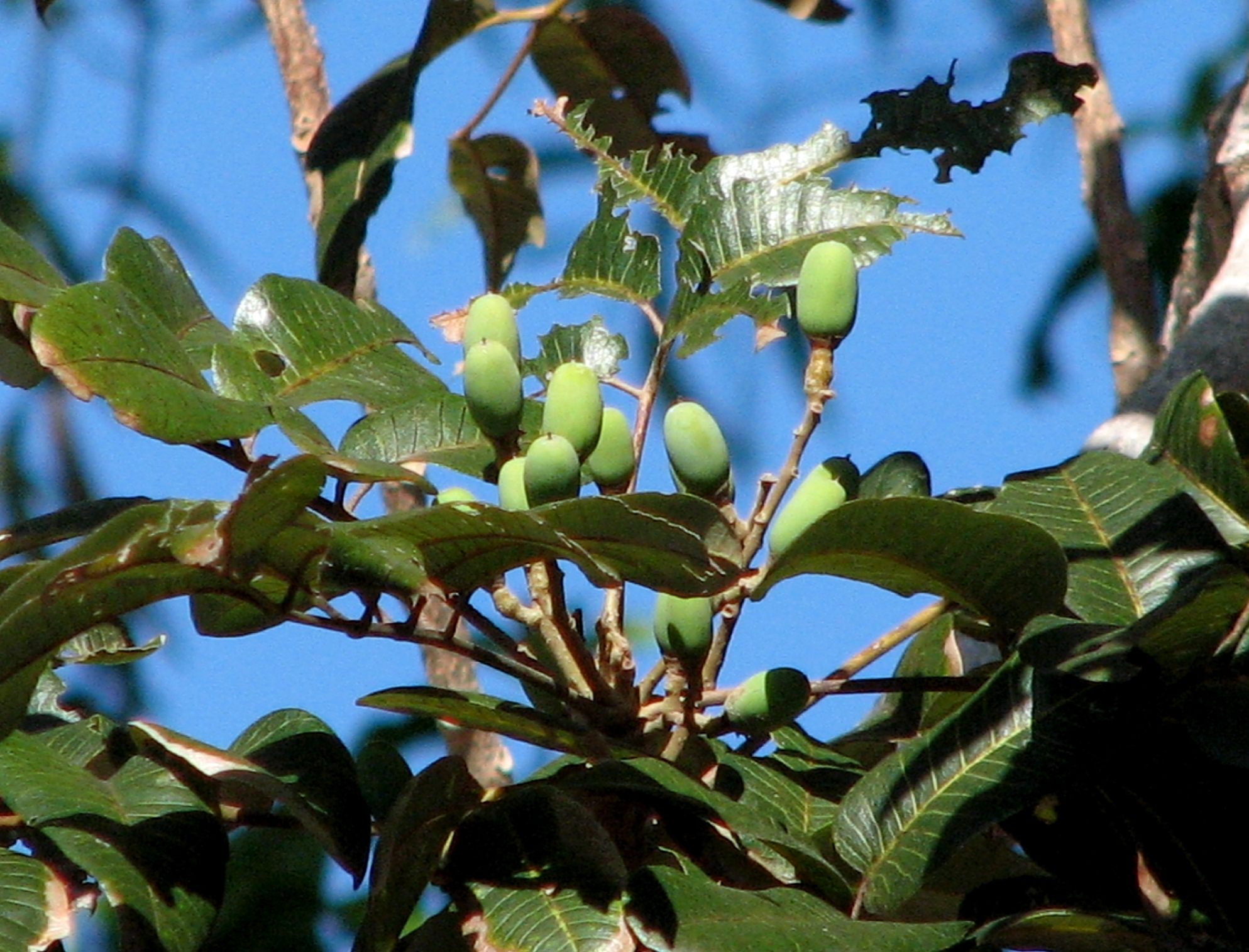
Canarium australianum s plody

## Název
Odborný název Canarium pochází z moluckého domorodého výrazu pro tuto dřevinu, kanari. Od něj je odvozen i český název, který tedy nesouvisí ani s kanárkem ani s Kanárskými ostrovy, kde se tato dřevina nevyskytuje.

## Rozšíření
Rod kanárník zahrnuje asi 120 druhů. Je rozšířen v tropech Starého světa od Afriky přes tropickou Asii po Austrálii a ostrovy Oceánie. Největší počet druhů roste v jihovýchodní Asii a na Madagaskaru.
Převážná většina druhů roste v nížinných tropických deštných lesích, řidčeji i v poloopadavých monzunových lesích, stromových savanách, v Austrálii i na pobřežních dunách. Výjimečně vystupují do vyšších nadmořských výšek až po 1800 metrů. Některé druhy jsou charakteristickou složkou sekundárních lesů.

## Zástupci
- kanárník bílý (Canarium album)
- kanárník indický (Canarium harveyi)
- kanárník luzonský (Canarium luzonicum)
- kanárník obecný (Canarium indicum, syn. C. commune)
- kanárník vejčitý (Canarium ovatum)

## Význam

### Potraviny
Olejnatá jádra plodů několika desítek různých druhů kanárníků jsou jedlá a jsou tradičně konzumována v tropických zemích od Afriky až po Tichomoří. Obsahují asi 75 % tuků, 15 % bílkovin a 5 % sacharidů a jsou dosti výživná. Konzumují se syrová, pražená nebo vařená, přidávají se k rýži či do polévek a podobně. Archeologické vykopávky potvrdily jejich využívání již ve střední době kamenné, tedy ještě před vznikem zemědělství. Některé druhy jsou pěstovány na plantážích či v zahradách u domů, u jiných jsou plody sbírány z divoce rostoucích stromů. Největší produkce je na Filipínách, Nové Guineji, Vanuatu a Šalomounových ostrovech. Jen na Filipínách bylo v roce 1993 sklizeno téměř 3000 tun suchých plodů kanárníku. Mezi významné asijské druhy náleží zejména kanárník obecný, Canarium decumanum a Canarium odontophyllum, z afrických druhů např. Canarium edule. Ze zetlelých kmenů kanárníku obecného dobývají domorodci v tropické Asii jedlé larvy.

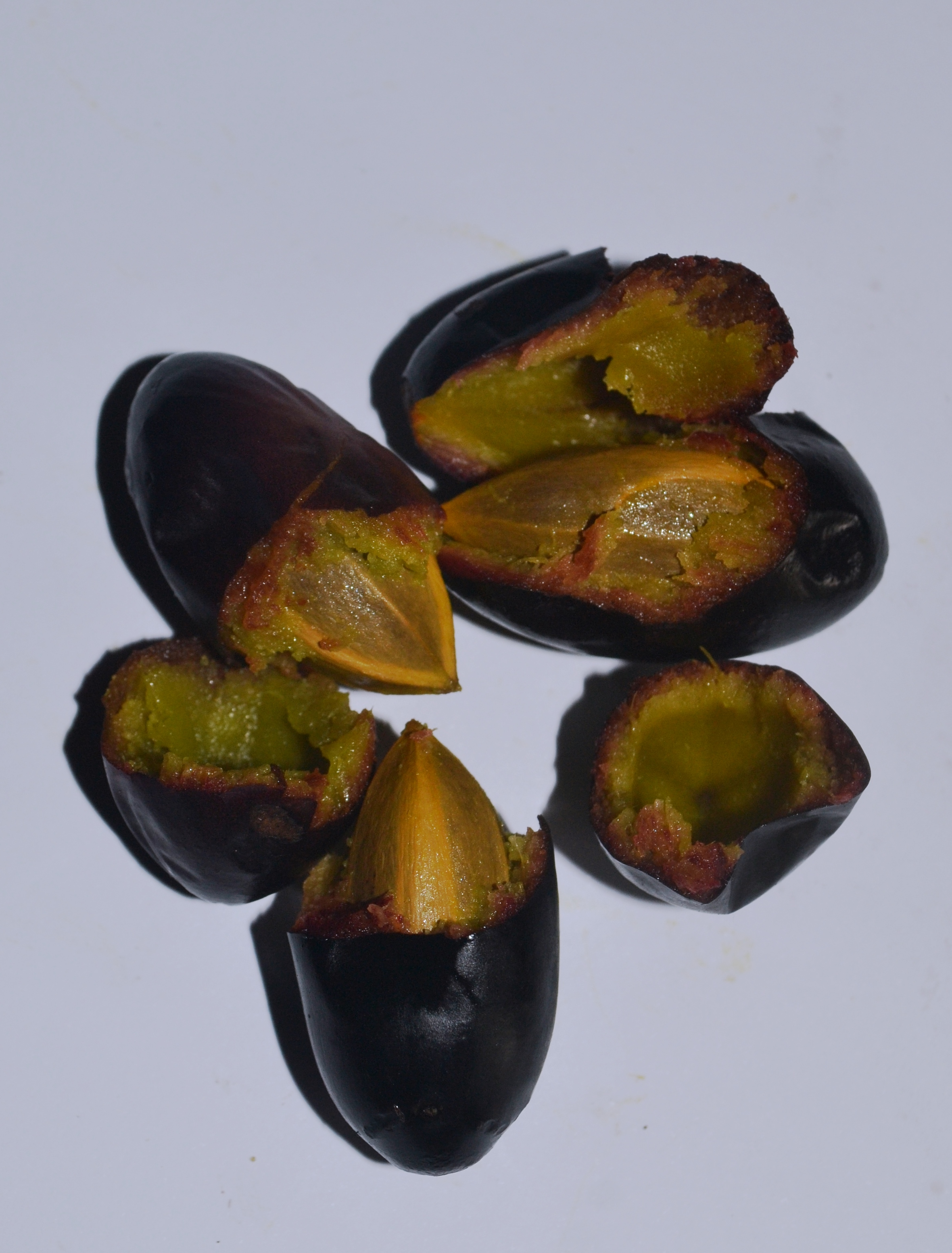
Vařené plody Canarium schweinfurthii
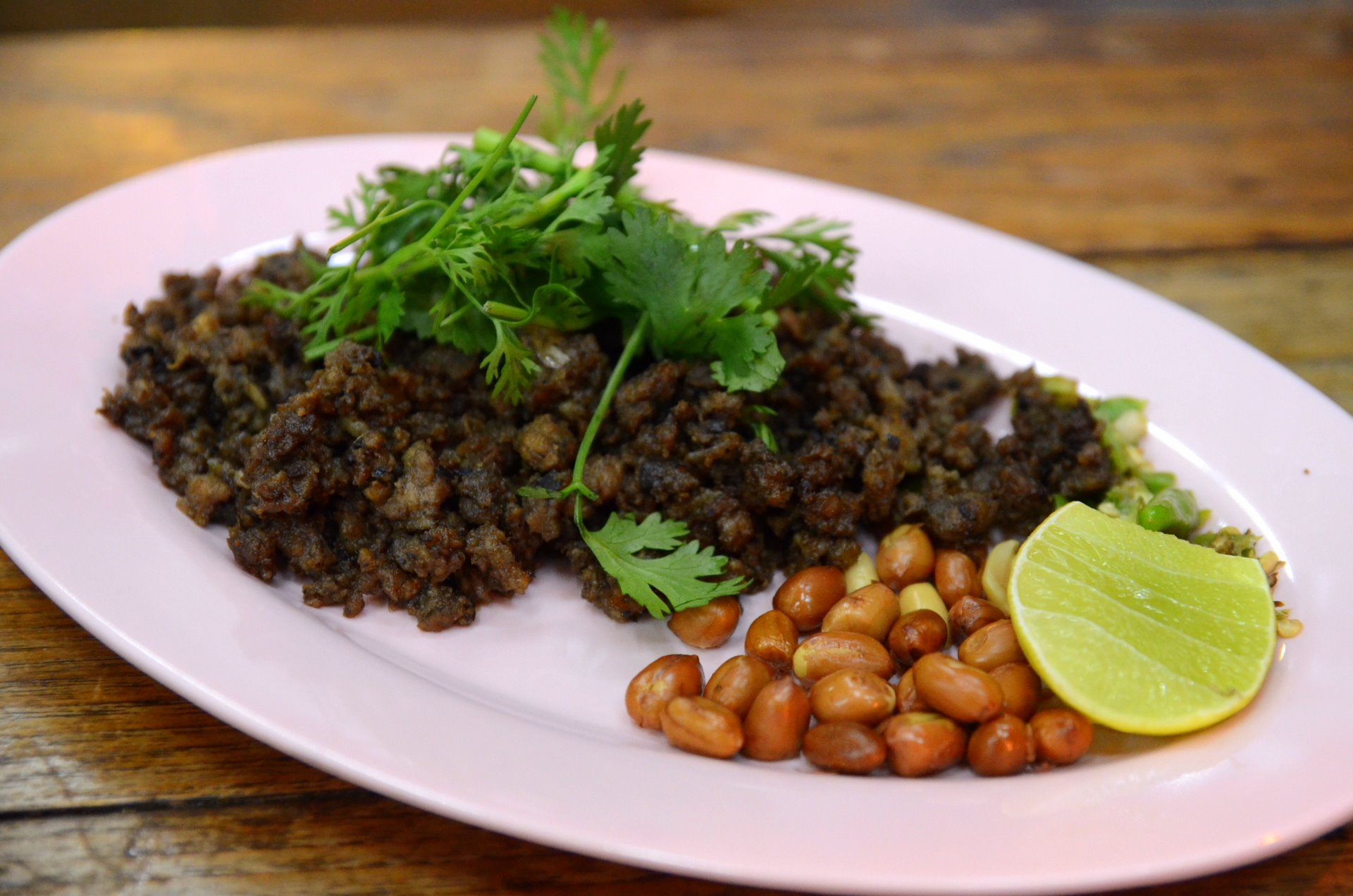
Pokrm z plodů kanárníku bílého
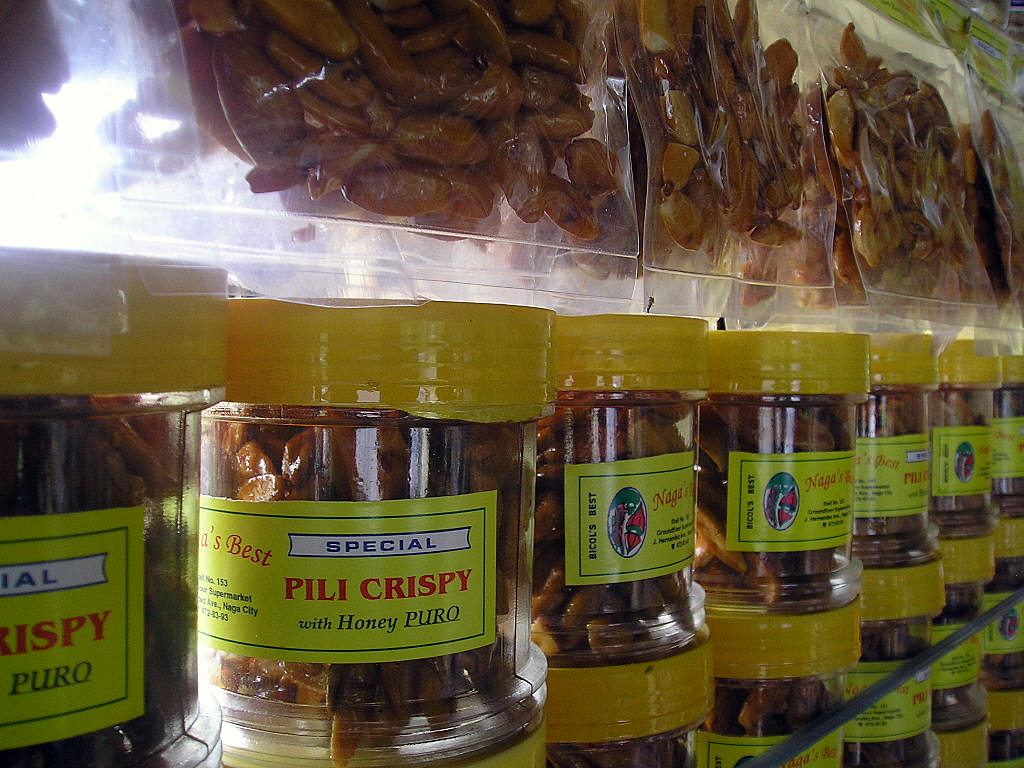
Plody kanárníku vejčitého v medu

### Dřevo
Některé druhy jsou těženy pro dřevo. Dřevo kanárníku obecného je dobře opracovatelné a má poměrně široké využití ve vnitřních prostorách. Ve venkovním prostředí se nepoužívá, neboť snadno podléhá povětrnostním vlivům. Dřevo afrického druhu Canarium schweinfurthii je obchodováno pod názvem aiélé. Je poměrně světlé a málo trvanlivé. Dřevo poskytují i asijské druhy. Ze dřeva Canarium decumanum se stavějí např. lodě,

### Pryskyřice a oleje

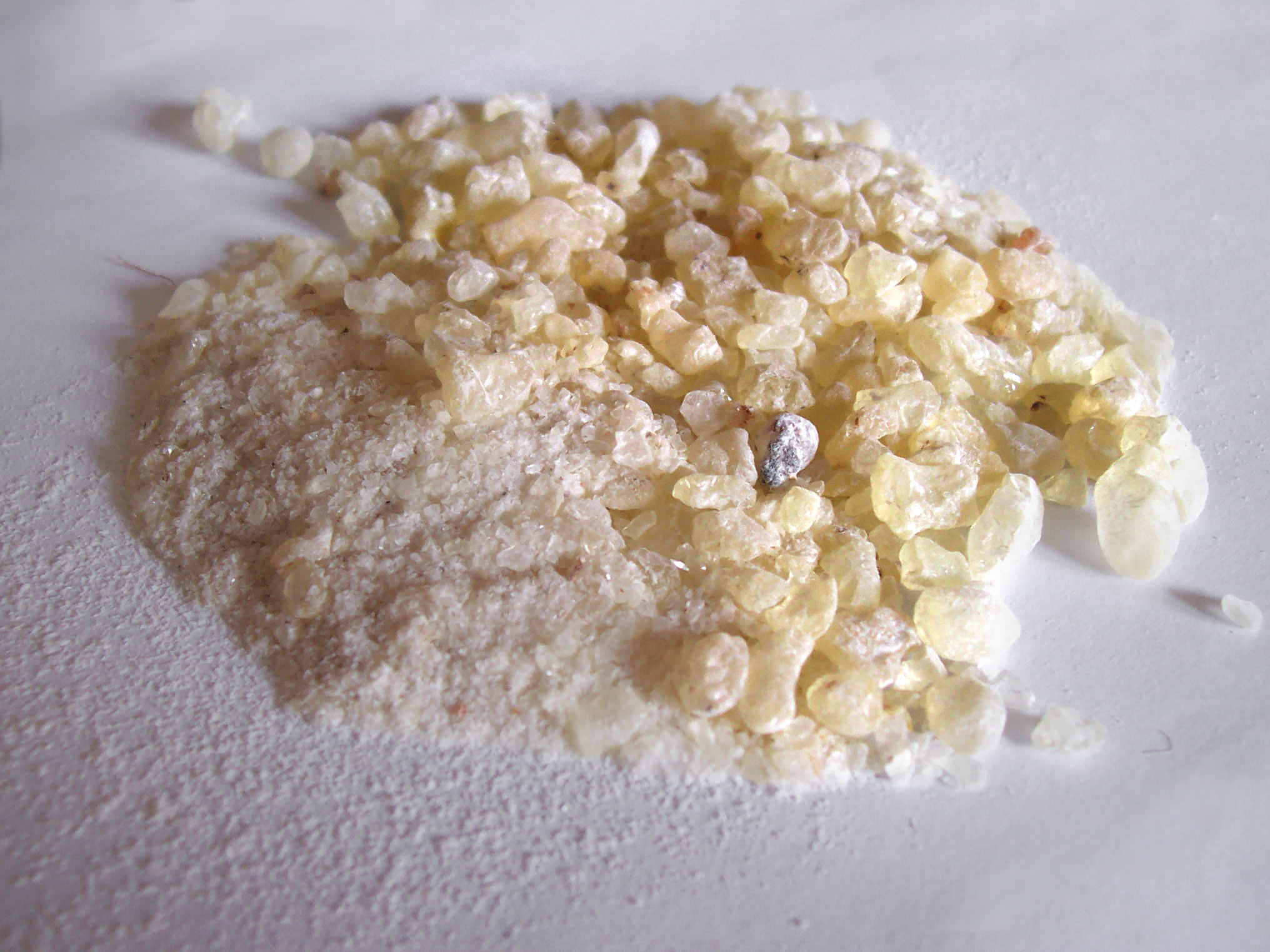
Pryskyřice Canarium strictum

Z některých druhů kanárníku se získává pryskyřice, která vytéká z naříznutého kmene. Největší význam má v tomto směru asijský druh kanárník obecný, poskytující pryskyřici známou jako elemi. Pryskyřice je vonná a hořká a používá se zejména k výrobě laků a mastí, v parfumerii a jako chuťová přísada v potravinářství. Z filipínského kanárníku luzonského je získáváno tzv. manilské elemi, z afrického druhu Canarium schweinfurthii africké elemi.
Pryskyřice C. decumanum se používá k lepení dřeva a kovů a rozpuštěná v kokosovém mléce k tmelení lodí. Olej z plodů některých druhů se používá ke svícení. Z filipínského kanárníku luzonského se vyrábí esenciální olej, prodávaný pod názvem elemi.

### Medicína
Kanárníky mají poměrně mnohostranné využití v tradiční medicíně, v Asii např. kanárník luzonský, kanárník bílý, kanárník obecný, Canarium bengalense, Canarium pimela, v Africe Canarium schweinfurthii, na Madagaskaru Canarium madagascariense, na Mauriciu Canarium paniculatum. Některé z těchto druhů mají významné antibakteriální účinky a používají se jako alternativa farmaceutických antibiotik.

### Ostatní význam
Kanárník obecný je v tropické Asii občas vysazován jako stínící dřevina na plantážích, do větrolamů a jako pouliční strom.